# Gloeospermum longifolium
Gloeospermum longifolium là một loài thực vật có hoa trong họ Hoa tím. Loài này được Hekking mô tả khoa học đầu tiên năm 1979.